# Sepedonium laevigatum
Sepedonium laevigatum är en svampart som beskrevs av Sahr & Ammer 1999. Sepedonium laevigatum ingår i släktet Sepedonium och familjen Hypocreaceae.   Inga underarter finns listade i Catalogue of Life.